# Gusti Steiner
Gusti Steiner (* 21. Mai 1938; † 12. Juni 2004 in Dortmund) war ein deutscher Sozialarbeiter, der wegen Muskelschwunds im Rollstuhl saß. Steiner war einer der Begründer der bundesdeutschen emanzipatorischen Behindertenbewegung.
Steiner besuchte von 1946 bis 1956 Regelschulen, weil es damals noch kein ausgeprägtes Sonderschulwesen gab.
1973 rief er mit dem Publizisten Ernst Klee in Frankfurt am Main einen Volkshochschulkurs ins Leben, in dem Menschen mit Behinderungen lernen sollten, selbst ihre Lage zu verbessern. Gusti Steiners Vorbild war die US-amerikanische Bürgerrechtsbewegung, die gegen Diskriminierung und für Gleichstellung kämpfte. In Analogie zu deren selbstbewussten Slogan Black is beautiful provozierte Gusti Steiner mit dem Slogan „Behindertsein ist schön“, den er auch zum Titel eines Buches machte, die professionelle Helferszene und die großen Wohlfahrtsverbände. Behinderung war für ihn etwas Politisches, kein Gegenstand karitativer Fürsorge. Damit leitete Steiner, der bei einer anfangs kleinen, dann immer größer werdenden Gruppe von Menschen mit Behinderungen auf Resonanz stieß, einen Paradigmenwechsel in der Behindertenpolitik ein. Ein wichtiges Instrument dafür war die Herausgabe des „Behindertenkalenders“, dessen Cover stets das Abbild dessen zierte, was Steiner auf keinen Fall sein wollte: „Unser Musterkrüppelchen - dankbar, lieb, ein bisschen doof und leicht zu verwalten.“
Einer der größten Erfolge dieser neuen Behindertenbewegung waren 1981 die Störaktionen gegen die offizielle Eröffnung des UNO-Jahres der Behinderten in der Dortmunder Westfalenhalle. Zusammen mit anderen Behinderten, darunter auch Theresia Degener und Franz Christoph, kettete sich Steiner auf der Hauptbühne an und verhinderte so, dass der damalige Bundespräsident Karl Carstens die Eröffnungsrede halten konnte. Steiner war auch einer der Initiatoren des Krüppeltribunals gegen Menschenrechtsverletzungen im Sozialstaat, das im Dezember 1981 in Dortmund stattfand. Eingehend setzte sich Steiner mit den Ursachen der Ausgrenzung Behinderter auseinander und forderte in diesem Zusammenhang, dass Behinderte selbst ihre Pflege und ihren Assistenzbedarf bestimmen sollten. Steiner kritisierte die großen Behinderteneinrichtungen und favorisierte, wiederum nach US-amerikanischem Vorbild, Independent-Living-Konzepte.
Steiner, der in einer Frühförderungseinrichtung des Diakonischen Werkes arbeitete, engagierte sich auch besonders für einen barrierefreien Personenverkehr. Vor allem die Deutsche Bahn AG geriet dabei immer wieder in sein Visier, weil sie die Bahnhöfe nicht barrierefrei gestaltete und auch ihre Züge nicht rollstuhlgerecht bauen ließ. Gusti Steiner schlug aber auch stets den Bogen von der Aussonderung und Diskriminierung Behinderter zur Entwicklung sozialstaatlicher Regulierungsinstrumente gegenüber anderen Gruppen.

## Werke
- Behindertenkalender 1982: Rechte, Tips, Nachrichten (zusammen mit Ernst Klee), ISBN 978-3596233137
- Rechtslexikon für Behinderte,  Fischer-Taschenbuch-Verlag 1990, ISBN 978-3596233427
- Hand- und Fußbuch für Behinderte, Fischer-Taschenbuchverlag Ffm 1992,  ISBN 978-3596233977
- Schwarzbuch Deutsche Bahn AG, AG SPAK Verlag, München 2003, 155 Seiten, ISBN 3-930-83036-1